# SN 2010kl
SN 2010kl – supernowa typu Ia odkryta 16 listopada 2010 roku w galaktyce CGCG039-184. W momencie odkrycia miała maksymalną jasność 18,90m.